# 173395 Dweinberg
173395 Dweinberg è un asteroide della fascia principale. Scoperto nel 2000, presenta un'orbita caratterizzata da un semiasse maggiore pari a 2,6742510 UA e da un'eccentricità di 0,0462181, inclinata di 6,10233° rispetto all'eclittica.